# Spoorlijn Caen - Cerisy-Belle-Étoile
De spoorlijn Caen - Cerisy-Belle-Étoile is een Franse spoorlijn van Caen naar Cerisy-Belle-Étoile. De lijn is 59,8 km lang en heeft als lijnnummer 412 000.

## Geschiedenis
De lijn werd in twee gedeeltes geopend door de Compagnie des chemins de fer de l'Ouest, van Berjou naar Cerisy-Belle-Étoile op 9 november 1868 en van Caen naar Berjouop 15 mei 1873. Personenvervoer werd opgeheven op 31 mei 1970. Goederenvervoer tussen Saint-Rémy en Berjou was er tot 31 december 1978, tussen Feuguerolles-Saint-André en Saint-Rémy en tussen Berjou en Condé-sur-Noireau tot 25 januari 1987, tussen Condé-sur-Noireau en Cerisy-Belle-Étoile tot 29 mei 1988 en tussen Caen en Feuguerolles-Saint-André tot 2 juni 1991.

## Aansluitingen
In de volgende plaatsen is of was er een aansluiting op de volgende spoorlijnen:
Caen
RFN 366 000, spoorlijn tussen Mantes-la-Jolie en Cherbourg
RFN 380 000, spoorlijn tussen Caen en Dozulé-Putot
RFN 383 300, raccordement maritime van Caen
RFN 383 900, bedieningsspoor ZI de Blainville
RFN 413 000, spoorlijn tussen Caen en Vire
lijn tussen Caen en Courseulles-sur-Mer
Berjou
RFN 411 000, spoorlijn tussen Falaise en Berjou
Cerisi-Belle-Étoile
RFN 405 000, spoorlijn tussen Argentan en Granville

## Galerij

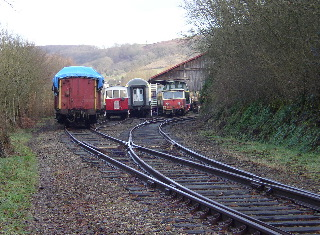
Station Pont-Érambourg
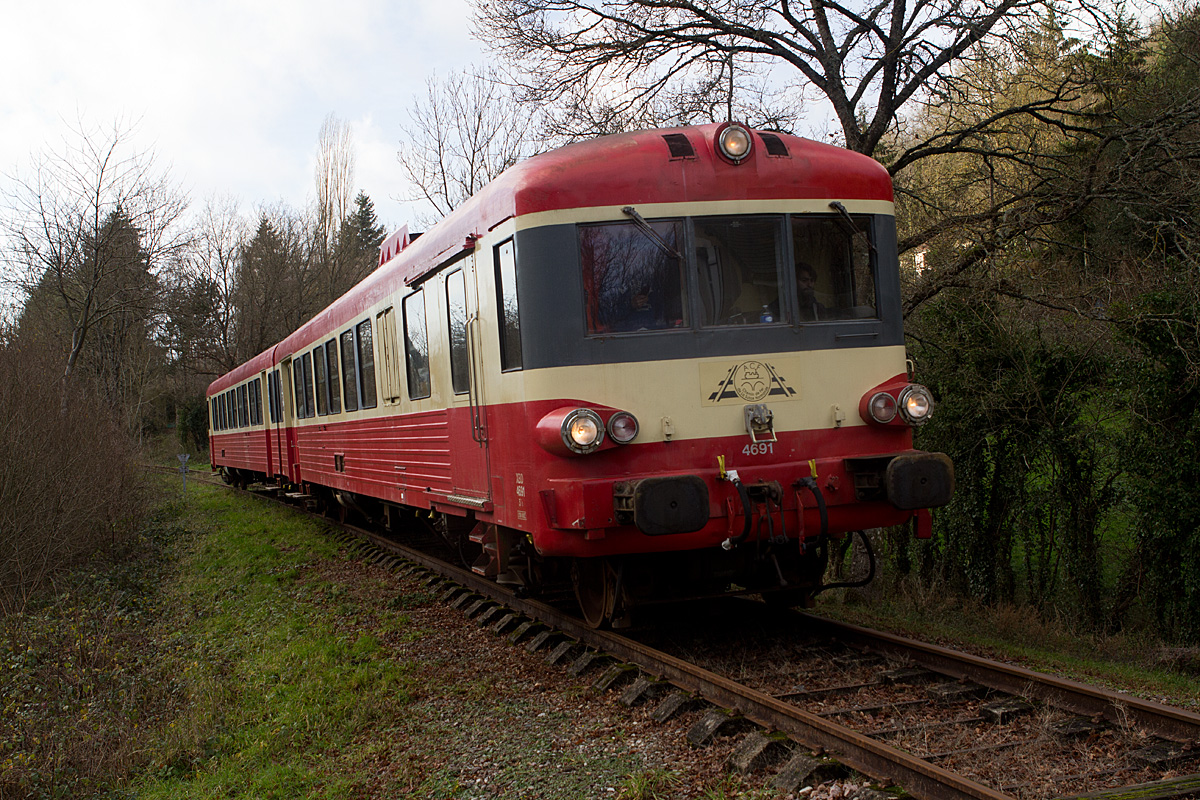
X4691 tussen Pont-Érambourg en Berjou
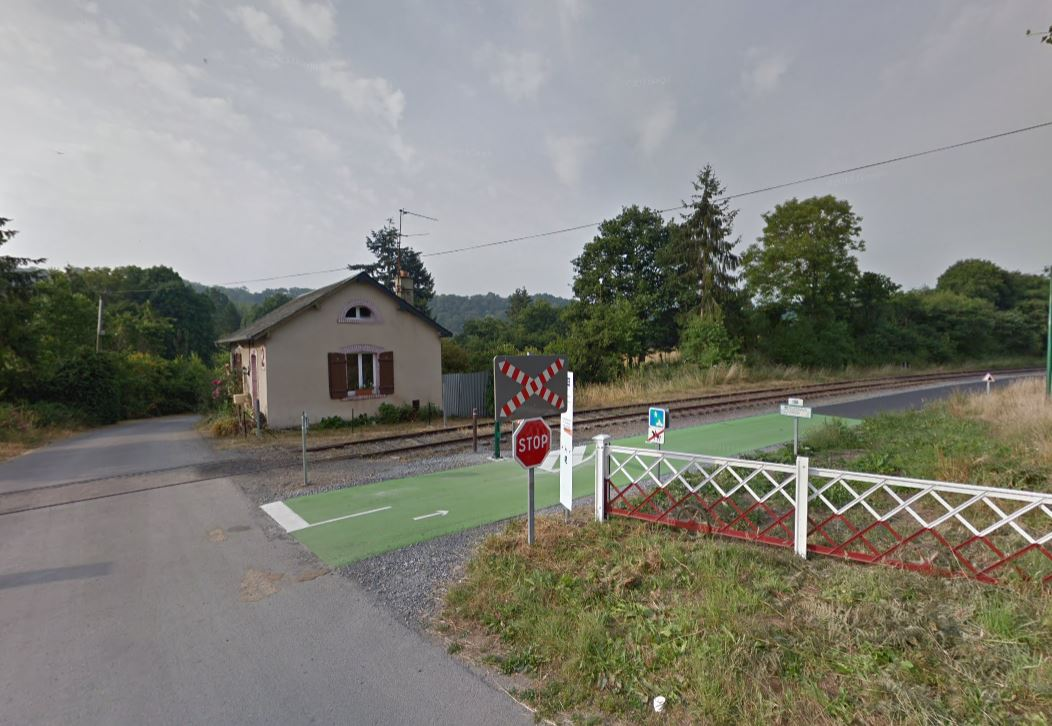
Voie verte bij Val de Maizet
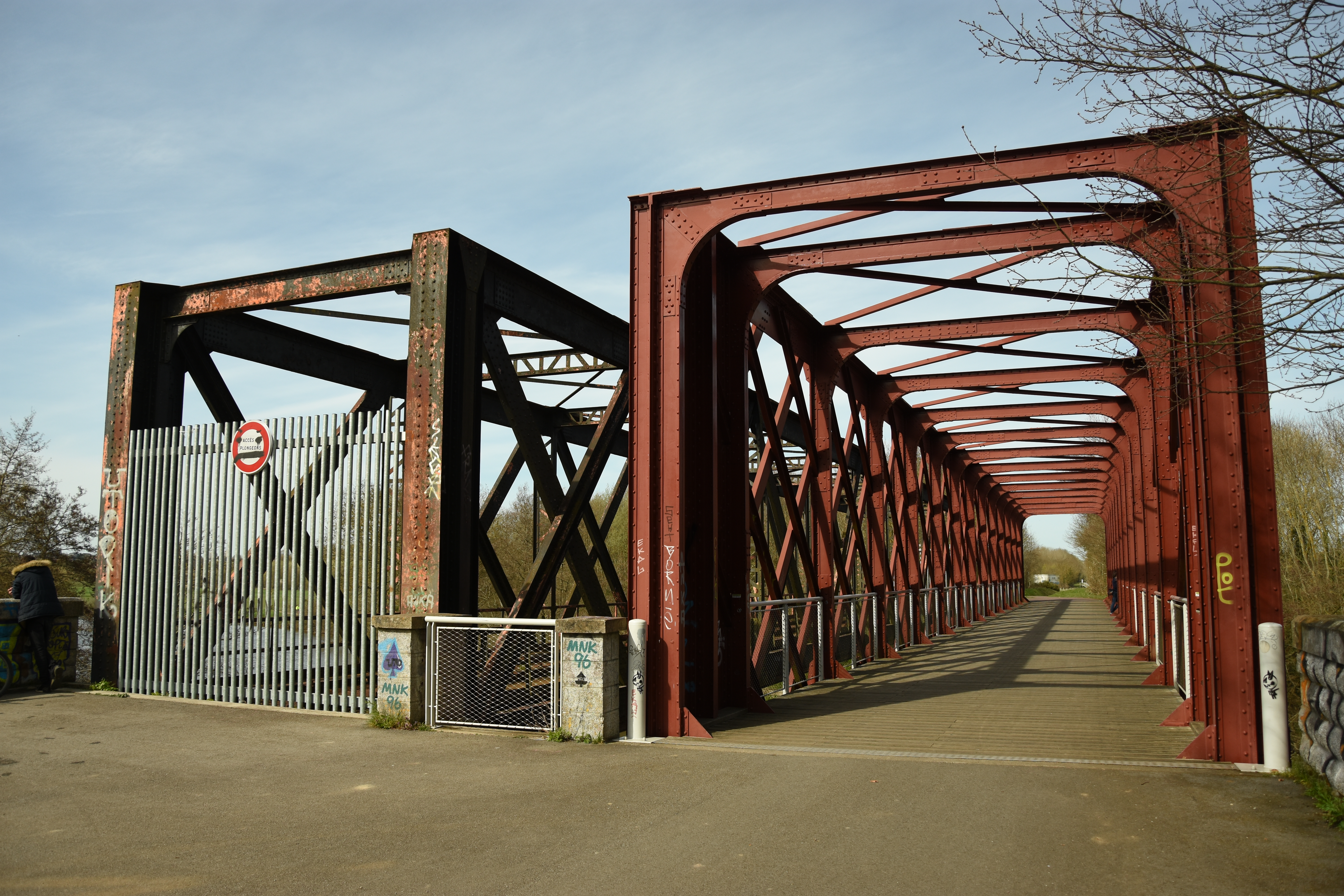
Spoorbruggen bij Fleury-sur-Orne